# Masügg

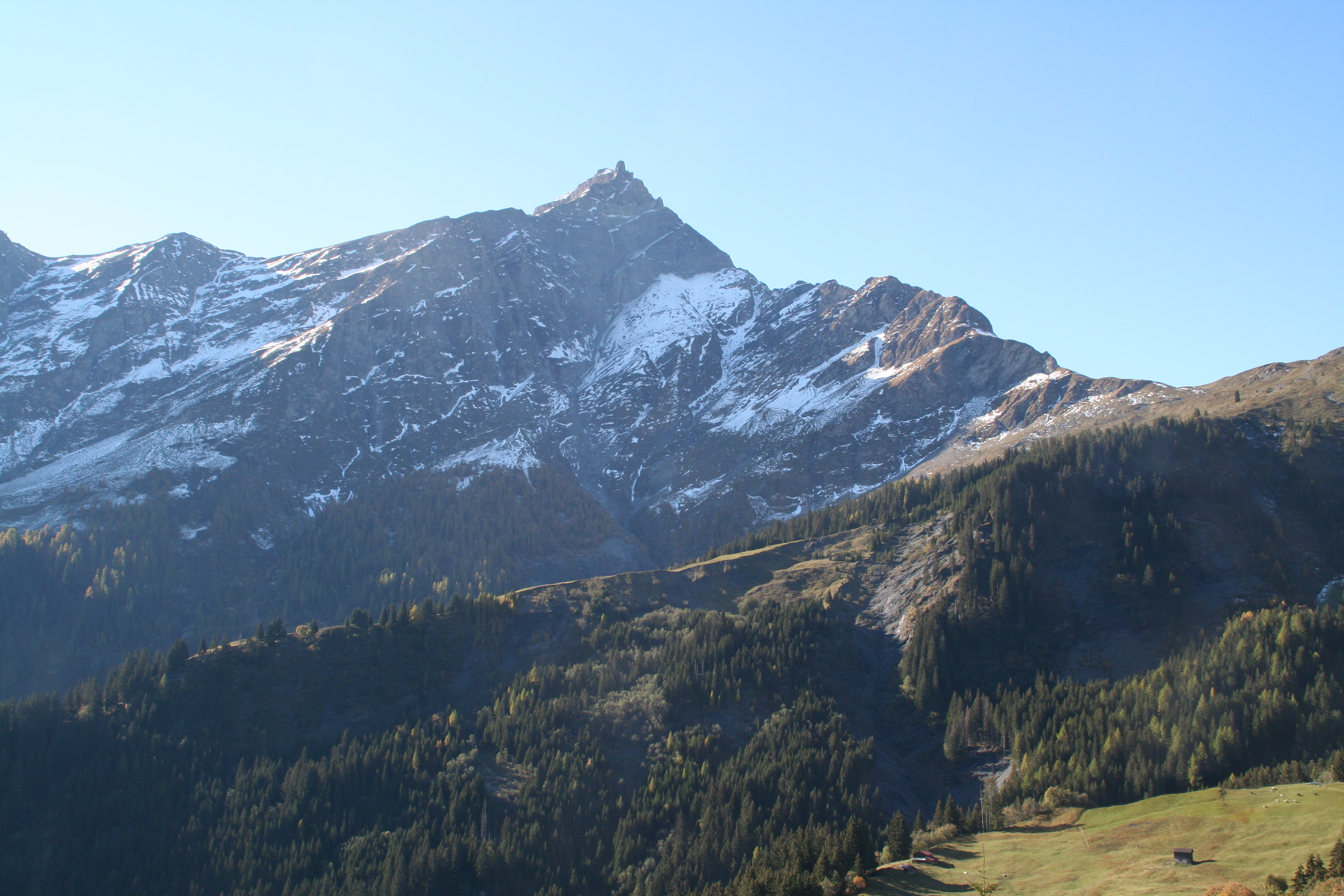
In der Bildmitte auf der Kante die Wiese mit der ehemaligen Siedlung. Im Hintergrund der Piz Beverin

Masügg ist eine ehemalige Walsersiedlung am Heinzenberg im Kanton Graubünden in der Schweiz.
Sie lag in der Gemeinde Tschappina auf einer Höhe von 1600 Metern zuoberst auf der Terrasse des Inneren Heinzenberges zwischen den Bächen Weisser Nolla und Schwarzer Nolla.
Sie war seit mindestens 1345 bewohnt, ist heute jedoch nur noch eine Alpweide. Die Siedlung wurde um 1870 infolge des instabilen Bodens und der starken Erosionstätigkeit durch den Lüschersee und des Schwarzen Nolla aufgegeben. Auch das Ablassen des auf 1920 m ü. M. gelegenen Lüschersees im Jahr 1902 konnte die Siedlung nicht retten. Die Wildbachverbauungen der Nolla wurden von Adolf von Salis-Soglio geleitet.
Die Familiennamen Masüger und Massüger leiten sich von dieser Siedlung ab.